# Inocybe multicoronata
Inocybe multicoronata är en svampart som tillhör divisionen basidiesvampar, och som beskrevs av Alexander Hanchett Smith. Inocybe multicoronata ingår i släktet Inocybe, och familjen Crepidotaceae. Enligt den finländska rödlistan är arten akut hotad i Finland. Arten har ej påträffats i Sverige. Artens livsmiljö är bäckar.